# Bibliophilie

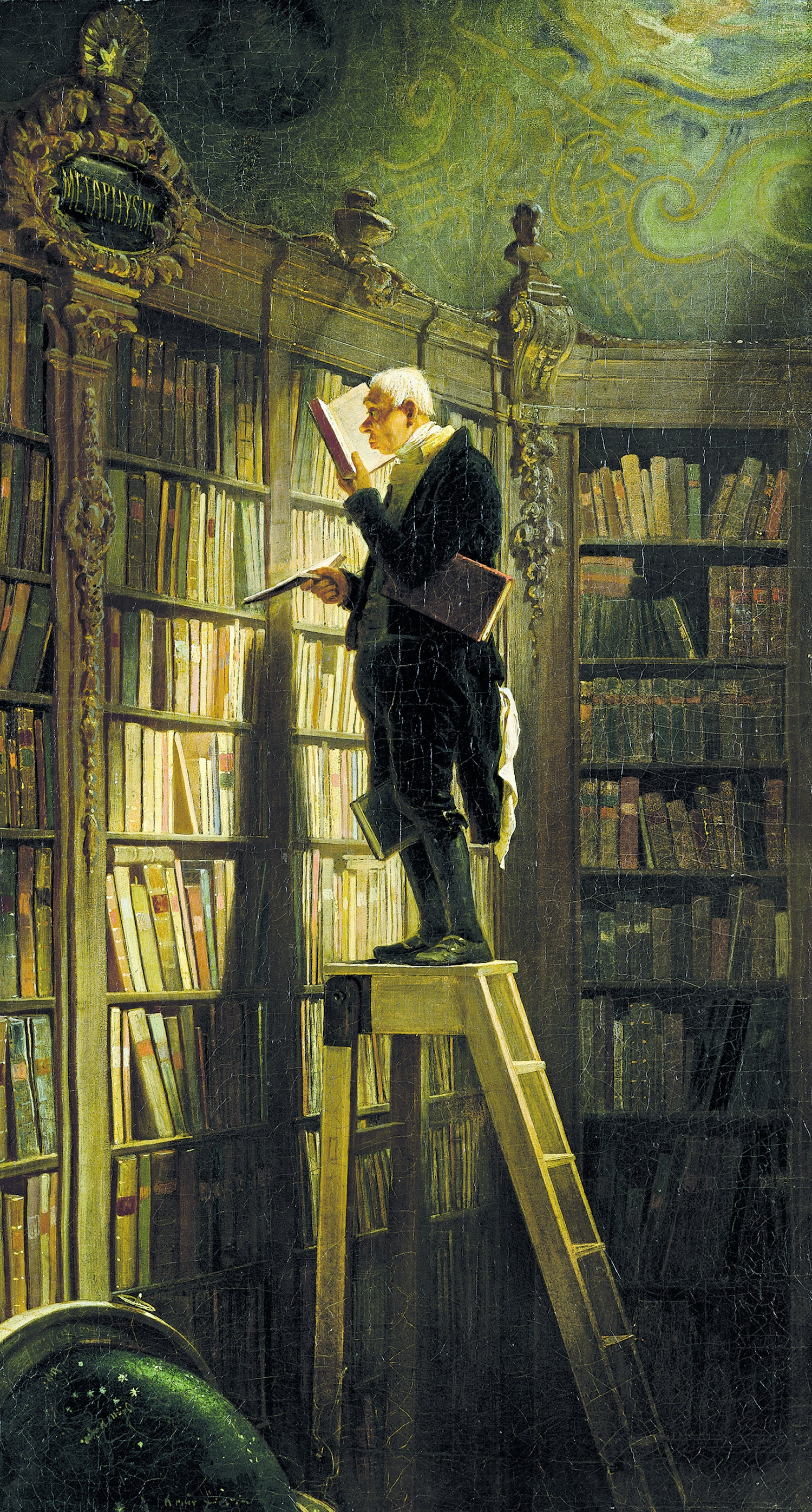
Carl Spitzweg: Der Bücherwurm, um 1850

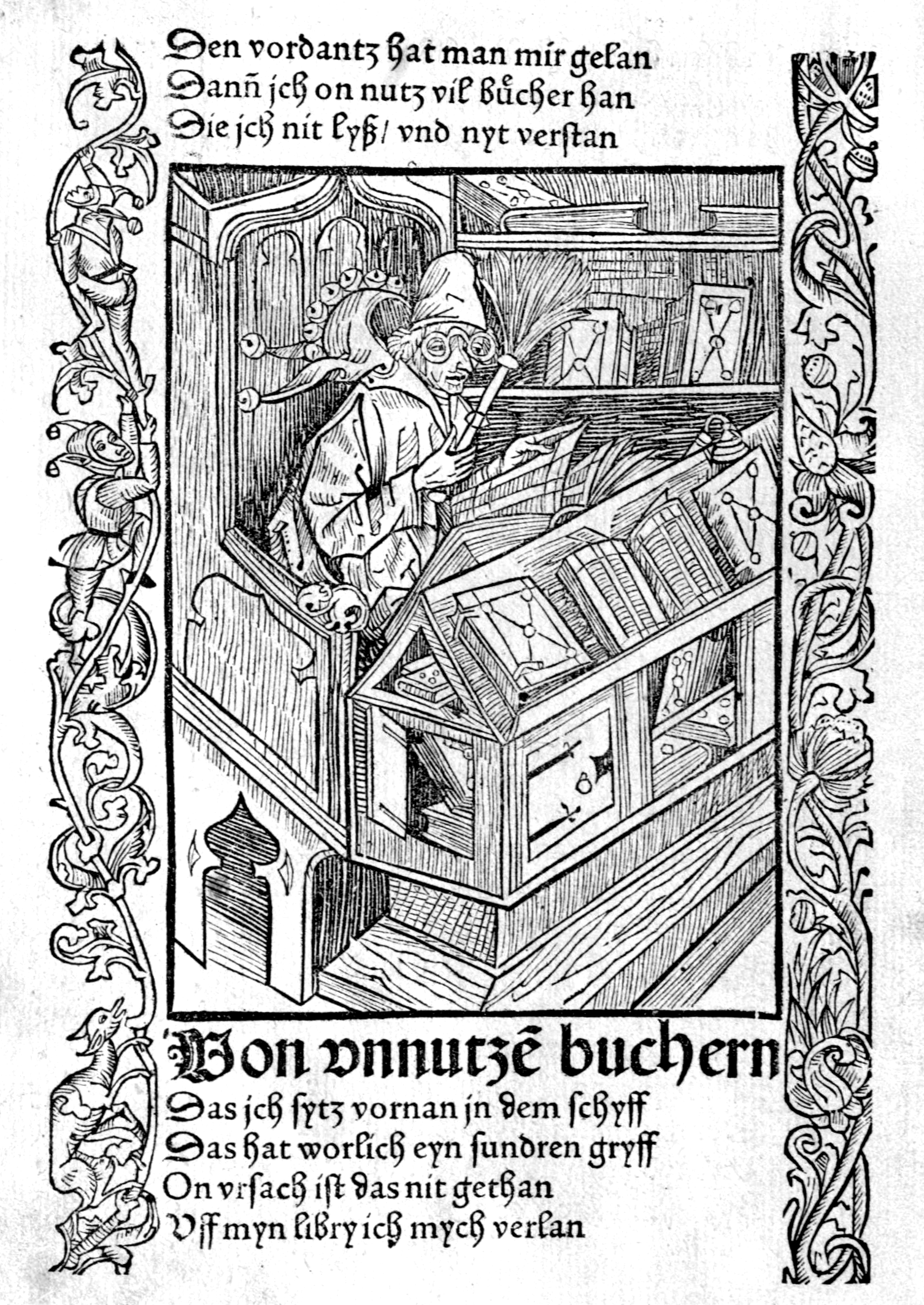
Von unnützen Büchern aus Brants Narrenschiff

Als Bibliophilie (von altgriechisch βιβλίον biblíon „Buch“ und φιλία philía „Freundschaft, Liebe“; also „Liebe zum Buch“) bezeichnet man allgemein das Sammeln von schönen, seltenen oder historisch wertvollen Büchern, meist durch Privatpersonen zum Aufbau einer Privatbibliothek nach bestimmten Sammelkriterien. Das bibliophile Interesse des Sammlers unterstützt dabei sein Bestreben, seine Sammlung in einem oder mehreren angemessenen Räumen und speziellem Mobiliar zu präsentieren.

## Geschichte
Bereits in der Antike entstanden erste Privatbibliotheken. Bei den Römern war der Besitz von Büchern auch eine Prestigefrage, so besaß etwa Marcus Tullius Cicero eine Büchersammlung.
Siehe dazu die Artikel →Bibliotheken in der Antike und Bibliotheken im Mittelalter
Das erste Buch über Bibliophilie verfasste in der ersten Hälfte des 14. Jahrhunderts der Bibliophile Richard de Bury, Bischof von Durham, mit dem Titel Philobiblon. Die erste einschlägige wissenschaftliche Zeitschrift Bulletin du Bibliophile erscheint seit 1834 in Frankreich. Als Schutzpatronin der Bibliotheken und Bücherfreunde gilt die Rekluse St. Wiborada von St. Gallen, deren Namen auch ein von 1933 bis 1940 von Hans Rost herausgegebenes Jahrbuch für Bücherfreunde trug.
Mit der Zeit entstanden zahlreiche Gesellschaften und  Vereinigungen für Bücherfreunde, eine der größeren ist die Maximilian-Gesellschaft.

## Bibliophiliebegriff und Schwerpunkte
In Bezeichnungen wie bibliophile Ausgabe oder bibliophiles Buch tritt heute allerdings die Bedeutung des Sammelns zurück hinter einen Bibliophiliebegriff, der auf das durch besondere Ausstattung hervorgehobene Exemplar zielt. Allerdings werden solche bibliophilen Ausgaben von den Verlagen gezielt für Sammler herausgebracht, die den besonderen Charakter zu schätzen wissen und dafür auch den höheren Preis zu zahlen bereit sind. 
Sammler achten teils auf sogenannte Kollektionen oder Buchreihen, teils auf Schicksale und Alter der Bücher, teils auf das Material derselben. Den größten wissenschaftlichen Wert haben Sammlungen von Büchern, die einen bestimmten Gegenstand betreffen oder in einer gewissen Manier gearbeitet oder in einer berühmten Offizin gedruckt worden sind.
Hierher gehören Sammlungen von
- Erstausgaben, bei sehr seltenen oder alten Werken auch frühe Ausgaben
- Ausgaben der Bibel (insbesondere Biblia Hebraica) oder
- einzelner Klassiker (z. B. des Horaz und Cicero),
- bei bestimmten Druckern und Verlagen erschienenen Büchern,
- seltenen Büchern oder Ausgaben, insbesondere Vorzugsausgaben und nummerierten Auflagen
- Inkunabeln oder Alten Drucken
- Faksimile-Editionen
- Handschriften
- Autographen
- Büchern, die durch ihre Schicksale etwas Besonderes sind; dazu gehören seltene und verbotene (insbesondere in der römischen Kirche auf den Index gesetzte) Bücher.
- Werken über besondere Begebenheiten und Ereignisse,
- Werken über ganz spezielle Sachgebiete,
- Werken über bestimmte Persönlichkeiten.

Die Vorliebe von Sammlern kann sich noch auf Ausstattungsmerkmale der Bücher beziehen. Oft werden hohe Preise gezahlt für
- Pracht- und illustrierte Ausgaben, insbesondere bei Ausstattung mit originaler Künstlergrafik
- unbeschnittene Exemplare älterer seltener Werke
- Exemplare mit breitem Rand (Großpapier)
- mit Miniaturen und Initialen verzierte Bücher,
- Drucke auf Pergament, auf besonderen Papierarten wie Büttenpapier, Velinpapier oder Japanpapier oder auf sonstigen ungewöhnlichen Stoffen
- Drucke in kalligraphischen Schriftarten
- Pressendrucke in limitierter Auflage
- Ausgaben im originalen oder besonders aufwändig gestalteten oder handgebundenen, besser noch von einem bekannten Buchbindemeister gefertigten und unter Umständen signierten Bucheinband
- Bücher mit dem eingeschriebenen Namen oder Exlibris des früheren Besitzers, wenn sie bedeutsamen Personen gehörten, sogenannte Provenienzexemplare. Hierdurch können an sich nicht besonders wertvolle Bücher bedeutend im Wert gesteigert werden.
- Exemplare mit Widmung und/oder Signatur, jedoch nur von bedeutenden Persönlichkeiten oder an diese, insbesondere vom Verfasser

Als wertmindernd gelten Benutzungsspuren und Beschädigungen aller Art (Wasserschäden, Mausfraß, Wurmlöcher, Bruch des Buchblocks oder der Gelenke, Bereibungen, Bestoßungen und Fehlstellen des Einbands, Verknitterung, Einrisse, Abrisse, Ausrisse, womöglich mit Textverlust, Eselsohren, Tintenfraß, Vergilbung, Bräunung, Stockflecken, Tabakrauch-, Mäuseurin- oder Kellergeruch, Verschmutzungen, Tinten- und Fingerflecken) oder Unvollständigkeit, insbesondere fehlendes Titelblatt oder Frontispiz, selbst fehlende Leerblätter, fehlende Bände bei mehrbändigen Werken, sowie Anstreichungen oder Eintragungen oder laienhafte Restaurierungsmaßnahmen unbekannter Vorbesitzer. Wertmindernd oder -steigernd können sich je nach Qualität des ausgewählten Materials von Vorbesitzern stammende Beilagen auswirken, insbesondere zusätzlich eingeklebte oder eingebundene Illustrationen (getrüffelte Exemplare).
Neben dem lesenden und sammelnden Bücherliebhaber, den man als rezipierenden Bibliophilen bezeichnet, gibt es aber auch den Bibliophilen, der seine Bücherliebe so weit treibt, dass er selbst Bücher erstellt und damit zum produzierenden Bibliophilen wird. Die produzierende Bibliophilie findet als darstellende Kunst ihren Ursprung im Versuch des Menschen, seine Wirklichkeit wiederzugeben. Einmal, um sie dem Gedächtnis zu bewahren, ein andermal, um sie anderen zu übermitteln. So zeigen sich zwei Beweggründe, wobei der zweite überwiegend sozialer Natur ist. Um diesem sozialen Wert gerecht zu werden, gibt es auch Veranstaltungen, wie beispielsweise die Mainzer Minipressen-Messe in der Gutenberg-Stadt Mainz, bei welcher Bibliophile zusammenkommen, um sich auszutauschen und ihre neuesten Bücher und Drucke vorzustellen. In der Mitte zwischen beiden Formen stehen Bibliophile, die ihre kostbaren Erwerbungen aufwerten, indem sie sie von einem Buchbinder mit einem aufwändig gefertigten Handeinband ausstatten oder beschädigte Alteinbände fachgerecht restaurieren lassen.
Bei Bibliophilen jeglicher Art können soziale Aspekte eine große Rolle spielen, etwa im Austausch mit anderen Sammlern oder indem die eigene Sammlung der Wissenschaft zugänglich gemacht wird. In diesen Zusammenhang gehört auch das Verleihen von Büchern für Ausstellungen, wobei manche Bibliophile Wert darauf legen, als Eigentümer genannt zu werden, während andere dies strikt ablehnen und anonym bleiben möchten. Ein besonderer Aspekt ist der Wunsch, die Sammlung über das eigene Leben hinaus zu bewahren (und ggf. einer größeren Öffentlichkeit zugänglich zu machen), indem sie beispielsweise einer öffentlichen Bibliothek oder einem Archiv übereignet wird. Sammler mit entsprechenden finanziellen Mitteln gründen gelegentlich eine eigene Stiftung zur Erhaltung, Pflege und zum weiteren Ausbau der Sammlung. Bibliophile betonen diesen sozialen Aspekt seit der Renaissance in Exlibris mit Devisen wie sibi et amicis (für sich und die Freunde). Die Bucherwerbungen erfolgen im Allgemeinen über Antiquariate, Autographenhändler und Auktionshäuser, die alle auch eine Fachberatung anbieten und mit denen bibliophile Sammler oft über viele Jahre in engem, zuweilen auch persönlichem Kontakt stehen. Weitere Möglichkeiten bieten Antiquariatsmärkte oder -messen, Buchtauschbörsen sowie der an Bedeutung stetig zunehmende Internethandel, der einerseits die gezielte Suche nach bestimmten Büchern, Auflagen und Ausstattungsmerkmalen in einem weltweiten Angebot ermöglicht, andererseits der sozialen Komponente weitgehend ermangelt. Autorenlesungen oder Veranstaltungen wie Preisverleihungen und Buchmessen bieten die Gelegenheit, den Autor anzusprechen und sich Exemplare signieren zu lassen.

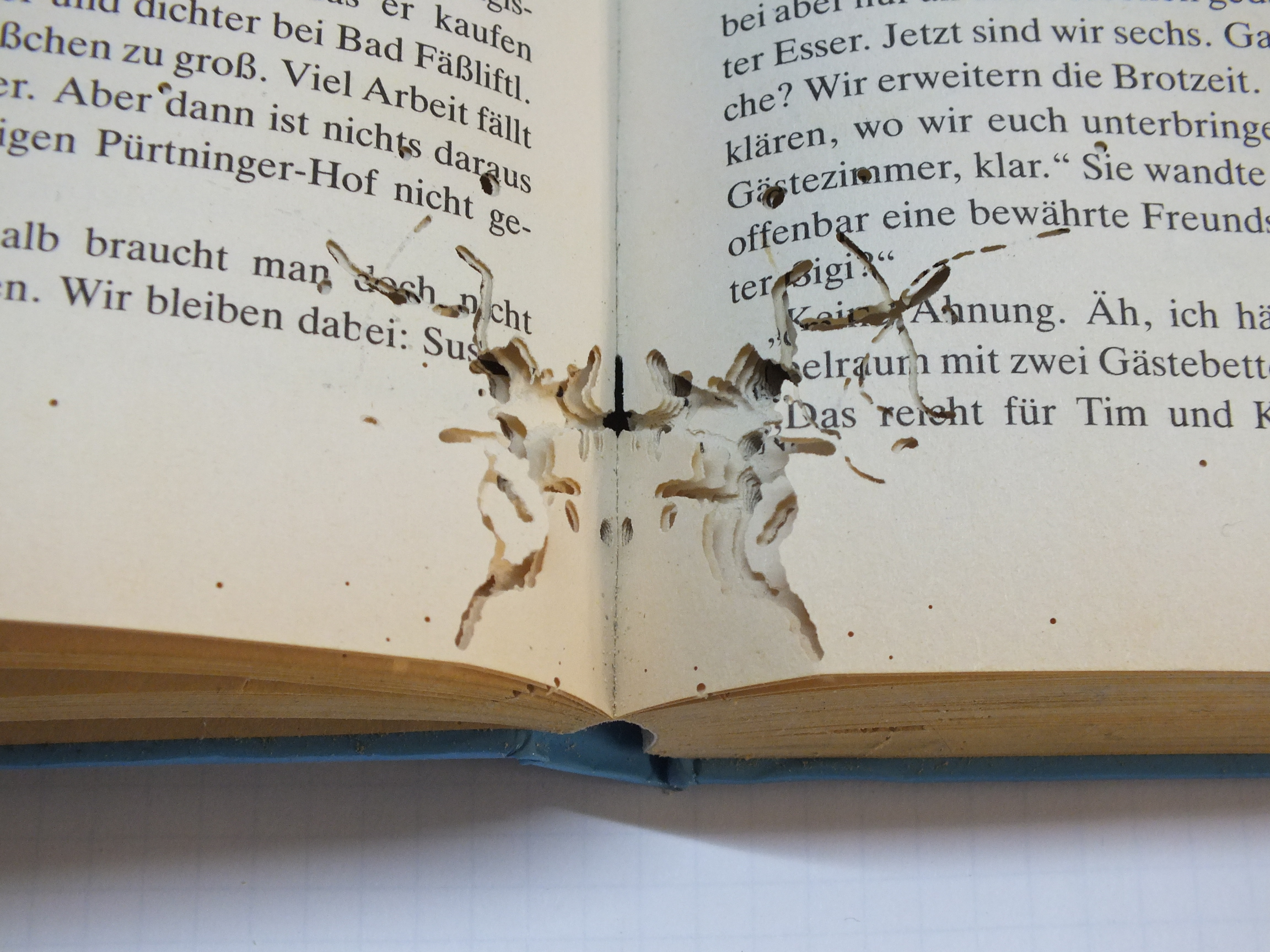
Spuren eines „Bücher-Wurms“

Umgangssprachlich werden bibliophile Menschen auch Bücherwurm genannt, unter anderem, weil sie sich manchmal die Bücher oft so nah vor das Gesicht halten, dass es aussieht, als ob sie diese aufessen würden, genauso wie manche Nagekäfer das Innere von Büchern auffressen und dabei Spuren hinterlassen. In der Literatur wurde diese Metapher erstmals 1747 von Gotthold Ephraim Lessing in seinem Lustspiel Der junge Gelehrte (3. Aufzug, 1. Auftritt) verwendet.
Manche Bibliophile steigern ihre Leidenschaft bis zu einem bedenklichen Punkt, etwa, indem sie in finanzielle Schwierigkeiten geraten, weil sie zu viel Geld in den Erwerb von Büchern stecken oder wenn sie zugunsten ihrer Sammelleidenschaft soziale Kontakte vernachlässigen. Ein solches problematisches Verhalten wird als Bibliomanie bezeichnet.

### Buchsammlung

#### Zeitschriften
- Imprimatur. Ein Jahrbuch für Bücherfreunde. Gesellschaft der Bibliophilen, Wiesbaden u. a. 1,1930 – 9, 1939/40; 10, 1950/51 – 12, 1954/55; N.F. 1,1956/57
- Sankt Wiborada. Ein Jahrbuch für Bücherfreunde. Seitz, Augsburg 1, 1933 – 7, 1940
- Zeitschrift für Bücherfreunde. Glock und Lutz, Nürnberg 1, 1946–1954, 1971
- Der Bibliophile: internationale Zeitschrift für Bücherfreunde. Offizielles Mitteilungsblatt von Gesellschaften u. Vereinen, die Bücherliebhaberei, Bibliographie und verwandte Gebiete auf wissenschaftlicher und künstlerischer Grundlage pflegen (Beilage zu Das Antiquariat. Halbmonatsschrift für alle Fachgebiete des Buch- und Kunstantiquariats). Krieg, Wien u. a. 1, 1950 – 8, 1957
- Philobiblon. Eine Zeitschrift für Bücherfreunde. Reichner, Wien u. a. 1, 1928 – 9, 1936 (1936/37); 10, 1938 – 12, 1940
- Philobiblon. Mitteilungen des Buch- und Kunstantiquariats Ernst Hauswedell und des Verlages Ernst Hauswedell. Hauswedell, Hamburg 1, 1952 – 5, 1954
- Philobiblon. Eine Vierteljahrsschrift für Buch- und Graphiksammler. Maximilian-Gesellschaft in Hamburg, Hauswedell, Stuttgart u. a. 1, 1957 45, 2001
- Marginalien – Zeitschrift für Buchkunst und Bibliophilie. Pirckheimer-Gesellschaft in Berlin, Aufbau-Verlag, Wiesbaden, Harrassowitz, Bucha bei Jena, Quartus. 1, 1957 –

### Buchpräsentation
- Dominique Dupuich (Texte), Roland Beaufre (Fotos): Wie wir mit Büchern wohnen. 1. Auflage. Christian Brandstätter Vlg., Wien/München 2010, ISBN 978-3-85033-414-3.
- Estelle Ellis, Caroline Seebohm, Christopher Simon Sykes: Mit Büchern leben. Buchliebhaber und ihre Bibliotheken. Vlg. Gerstenberg, Hildesheim 1996 (zuletzt 2008), ISBN 978-3-8369-2983-7.
- Leslie Geddes-Brown: Räume für Menschen, die Bücher lieben. 1. Auflage. Deutsche Verlags-Anstalt, München 2010, ISBN 978-3-421-03817-3.
- Susanne von Meiss (Texte), Reto Guntli (Fotos): Bücherwelten – Von Menschen und Bibliotheken. 2. Auflage. Vlg. Gerstenberg, Hildesheim 1999, ISBN 3-8067-2855-0.
- Alan Powers: Wohnen mit Büchern. 1. Auflage. Augustus-Vlg., München 2000, ISBN 3-8043-0784-1.